# 卡尔蒙 (阿韦龙省)
卡尔蒙（法語：Calmont，法語發音：[kalmɔ̃]）是法国阿韦龙省的一个市镇，属于罗德兹区。

## 地理
卡尔蒙（44°14'55"N, 2°30'45"E）面积30.89 平方千米，位于法国奧克西塔尼大區阿韦龙省，该省份为法国南部内陆省份，位于法國中央高原南部，北起顺时针与康塔爾省、洛泽尔省、加尔省、埃罗省、塔恩省、塔恩-加龙省和洛特省接壤。
与卡尔蒙接壤的市镇（或旧市镇、城区）包括：巴拉克维尔、孔普拉-格朗维尔、弗拉万、吕克-拉普里莫布、马纳克、维欧尔河畔圣朱丽叶。
卡尔蒙的时区为UTC+01:00、UTC+02:00（夏令时）。

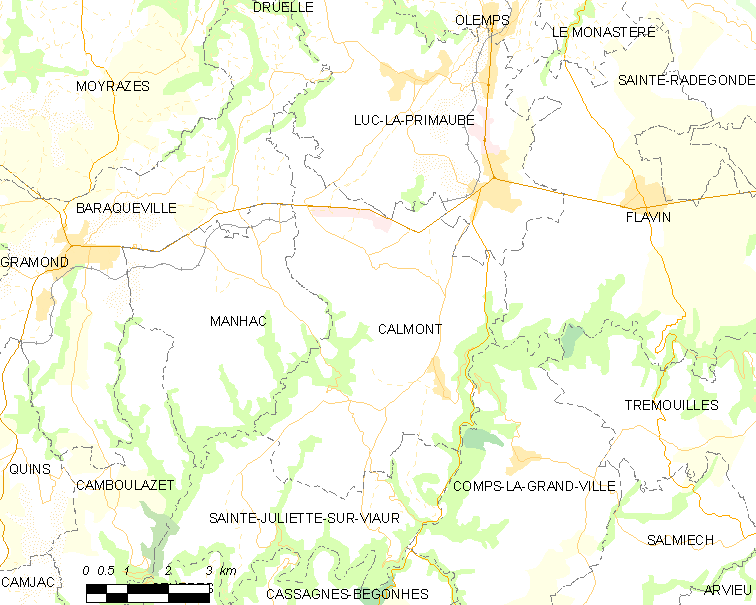
卡尔蒙的OSM定位图

## 行政
卡尔蒙的邮政编码为12450，INSEE市镇编码为12043。

## 政治
卡尔蒙所属的省级选区为雷基斯塔奈山县。

## 人口

1962-2008年间卡尔蒙人口变化图示

卡尔蒙于2022年1月1日时的人口数量为2208人。